# 알렉산드르 미하일로비치 (트베리 공작)

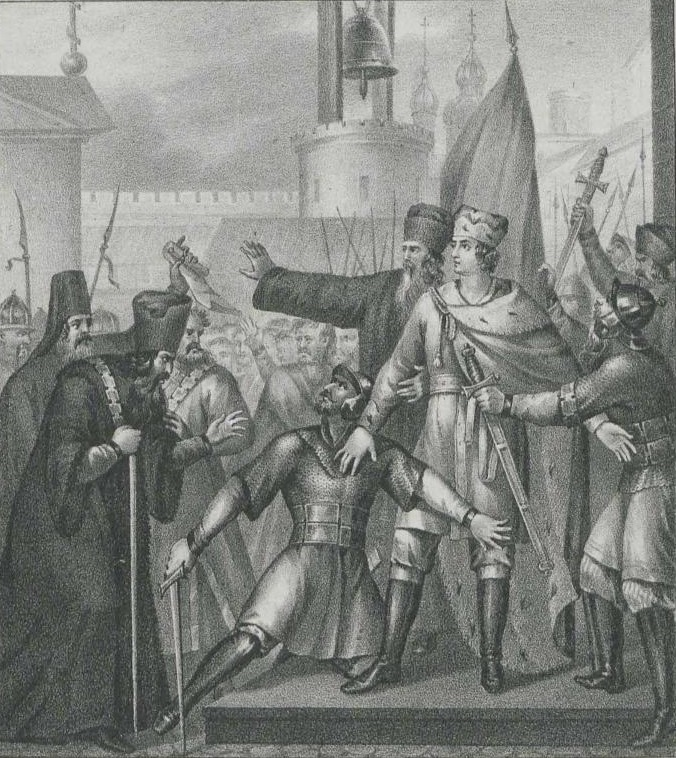
알렉산드르 미하일로비치

알렉산드르 미하일로비치(러시아어: Александр Михаилович, 1301년 10월 7일 ~ 1339년 10월 29일)는 블라디미르 대공국의 대공(재위: 1326년 ~ 1327년)이다. 류리크 왕조 출신이다.

## 생애
미하일 야로슬라비치 대공의 아들로 태어났다. 1326년부터 1327년까지, 1338년부터 1339년까지 트베리 대공을 역임했다.
1326년 자신의 형인 드미트리 미하일로비치와 함께 킵차크 칸국의 사라이를 방문했다. 그렇지만 알렉산드르의 형인 드미트리가 우즈베크 칸 앞에서 모스크바의 유리 3세 대공을 살해하면서 알렉산드르는 블라디미르 대공으로 즉위하게 된다.
1327년에는 타타르족 출신의 다루가치이자 우즈베크 칸의 사촌인 셰브칼(Shevkal)이 트베리에 있던 알렉산드르의 궁전을 침입하여 약탈을 자행하자 군중들이 셰브칼 일행을 산 채로 불에 태워 살해하는 사건이 벌어졌다. 타타르족은 이에 대한 보복으로 트베르에서 대량 학살을 자행했다.
유리 3세의 동생인 이반 1세가 킵차크 칸국의 우즈베크 칸으로부터 50,000명에 달하는 군대의 사령관으로 임명되어 트베리 원정에 나섰다는 소식을 들은 알렉산드르는 프스코프로 도주하면서 프스코프의 공작이 된다.
1329년 우즈베크 칸의 명령을 받은 이반 1세와 루스의 공작들이 프스코프를 공격하자 리투아니아, 스웨덴으로 도주했다. 알렉산드르는 1년 6개월 뒤에 리투아니아의 게디미나스(Gediminas) 대공의 보호를 받으면서 프스코프로 귀환했다.
1335년에는 자신의 아들인 표도르를 킵차크 칸국으로 파견하여 용서를 빌었다. 1337년에는 자신이 직접 킵차크 칸국을 방문하여 용서를 받고 트베리로 귀환했다. 그렇지만 알렉산드르와 표도르는 1339년 10월 29일 킵차크 칸국의 사라이에서 우즈베크 칸의 명령에 따라 처형당하고 만다.
| 전임 드미트리 미하일로비치 | 블라디미르 대공 1326년 ~ 1327년 | 후임 이반 1세 |